# Albert Züblin
Albert Züblin (* 13. Juli 1905 in Zürich; † 5. März 1980 in Männedorf) war ein Schweizer Generalstabsoffizier.

## Werdegang

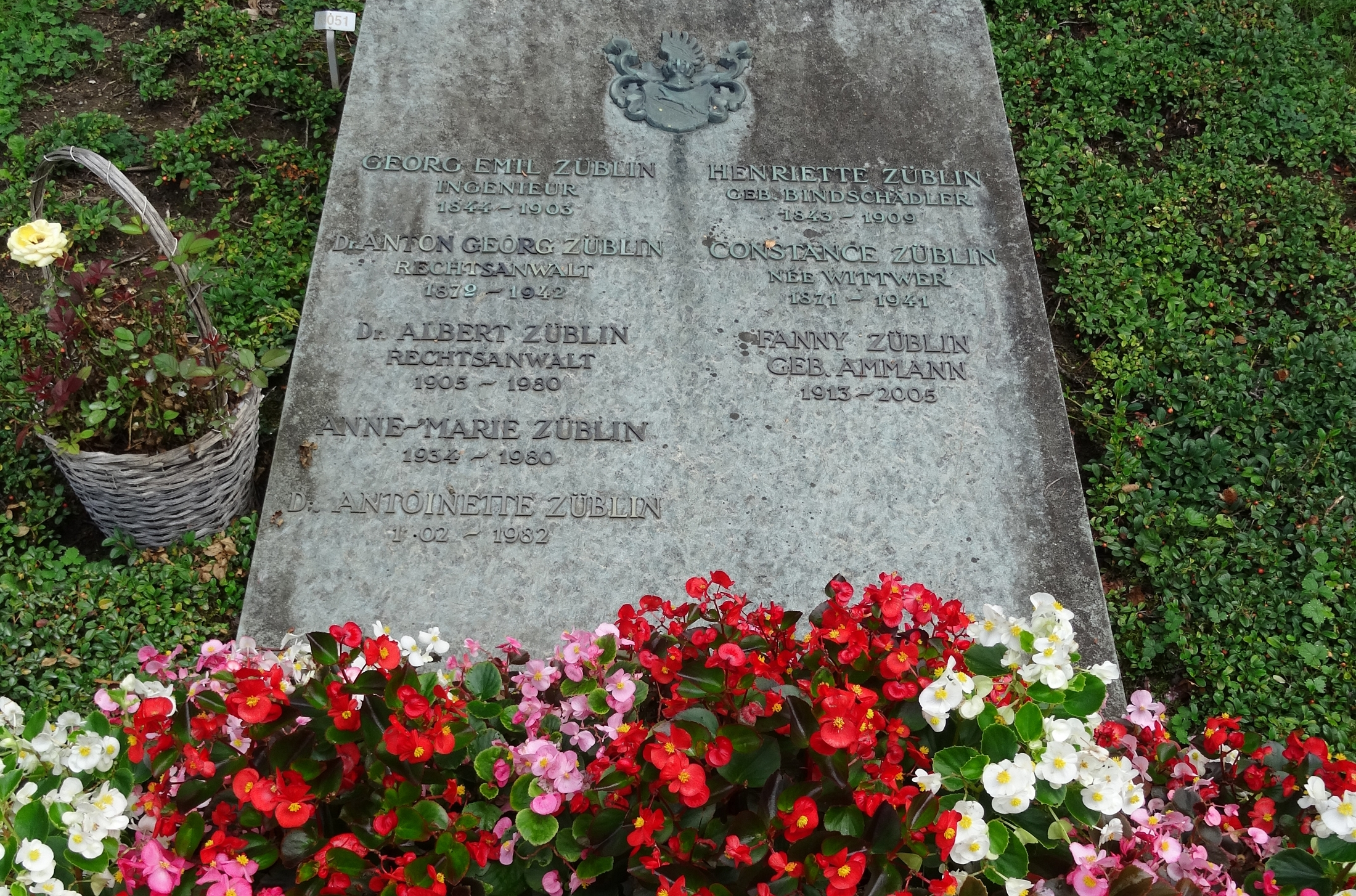
Grab, Friedhof Enzenbühl, Zürich

Albert Züblin war ein Sohn des Rechtsanwalts und Oberstbrigadiers Anton Züblin (1872–1942) und dessen Frau Constance, geb. Wittwer (1871–1941), sowie der jüngere Bruder von Georg Züblin.
Ab 1924 studierte er Rechtswissenschaft in Zürich und wurde 1929 promoviert mit einer Schrift über den Rechtsschutz in der Militärversicherung. Danach arbeitete Züblin als Rechtsanwalt. 
1940 wurde er Generalstabsoffizier und blieb 30 Jahre in dieser Funktion tätig. 1951 wurde er zum Oberst befördert. Von 1949 bis 1952 war Züblin Stabschef der 6. Division. Von 1957 bis 1958 war er Stabschef des 4. Armeekorps. Er war Kommandant des Infanterieregiments 26 und von 1952 bis 1955 Zentralpräsident der Schweizerischen Offiziersgesellschaft.
Albert Züblin war seit 1935 mit Fanny, geb. Ammann (1913–2005), verheiratet. Seine letzte Ruhestätte fand er auf dem Friedhof Enzenbühl in Zürich.